# Тутаевское шоссе

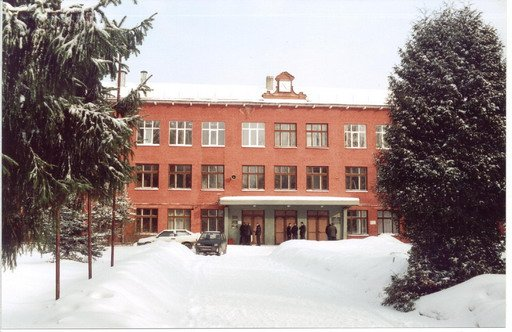
Ярославская государственная сельскохозяйственная академия (ЯГСХА)

Тутаевское шоссе (бывшее Романовское) — шоссе в северной части города Ярославля. Начинается от пересечения проспекта Октября, улицы Полушкиной рощи и Ленинградского проспекта, заканчивается Пашуковской улицей. Продолжением шоссе является Большая Норская улица.

## История
Тутаевское шоссе — часть старинной дороги из Ярославля в Романово-Борисоглебск, включённая городскую черту в 1944 году вместе с присоединением к Ярославлю сёл Иваньково и Норское и посёлка Красный Перевал. Сначала Тутаевским шоссе была названа часть дороги от проспекта Шмидта до Норского. В 1957 году из шоссе выделена Большая Норская улица. В 1965 году к Гражданской улице присоединён участок шоссе от проспекта Ленина до железной дороги на Вологду, а в 1967 году — участок от железной дороги до Ленинградского проспекта.

## Здания и сооружения
- № 1 — ТРЦ «РИО на Тутаевском»
- № 13 — Профессиональное училище № 11
- № 27 — Ярославская областная детская клиническая больница
- № 31 — Медсанчасть Автодизель
- № 31а — Ярославский техникум управления и профессиональных технологий
- № 58 — Ярославская государственная сельскохозяйственная академия
- № 74 — Ярославский учебный центр РЖД
- № 95 — Клиническая больница № 9